# Club Columbian
El Club Columbian, anteriormente Club Hispano Argentino, fue un club de fútbol argentino que jugó en primera división durante la era amateur de ese país, hasta su fusión con el Club Almagro.

## Historia
El 6 de enero de 1911 un grupo de jóvenes oriundos de Galicia fundó un club con el nombre Pontevedra Sporting Club. Estos jóvenes eran los dueños de un almacén de la ciudad de Buenos Aires y eran oriundos de la región española de Pontevedra. En 1913 se inscribieron en la Federación Argentina de Football con el nombre de "Club Hispano Argentino", finalizando su primer campeonato en primera división en la posición 6.ª.
En 1914 recibieron el aporte de un grupo socios de Argentino de Quilmes, residentes en Capital Federal, tras un desacuerdo con directivos de este club. Terminó dicho torneo en 6.º lugar, con Norberto Carabelli como goleador del mismo con 11 tantos.
En 1915 se unieron la Federación Argentina de Football y la Asociación Argentina de Football, y el club finalizó en la posición número 17 de la liga reunificada. En el año 1916 el Club Hispano Argentino pasó a llamarse "Columbian" y concluyó en la posición número 16.
En el año 1918 se salvó del descenso, finalizando antepenúltimo. En el año 1919, a pesar de encontrarse en la máxima categoría, sufrió graves problemas económicos por lo cual estuvo a punto de desafiliarse, siendo su último partido en Primera el 6 de julio de 1919 vs. Boca Juniors en la fecha 6.ª. Hábilmente, los dirigentes del recientemente ascendido Club Almagro, -encabezados por Miguel de Zárate- propusieron que el Columbian se fusionara a su club, lo cual se llevó a cabo, cambiando su nombre a "Sportivo Almagro" y evitando la desafiliación. Como "Sportivo Almagro" jugó desde la fecha 7.ª hasta completar el torneo de primera división.

## Camisetas
| 1913-16 a | 1916-19 b |

Notas:
- a "Hispano Argentino".
- b "Columbian".

## Cancha demolida
eSe ubicaba entre las calles Vélez Sarsfield e Iriarte de la ciudad de Buenos Aires. Había sido inaugurada el 28 de mayo de 1911 en un partido contra Estudiantes de Buenos Aires.